# Liste der Biografien/Schmid, B
Liste der Biografien |
Portal Biografien |
B Personensuche
# |
A |
B |
C |
D |
E |
F |
G |
H |
I |
J |
K |
L |
M |
N |
O |
P |
Q |
R |
S |
T |
U |
V |
W |
X |
Y |
Z |
?
 
Sa |
Sb |
Sc |
Sd |
Se |
Sf |
Sg |
Sh |
Si |
Sj |
Sk |
Sl |
Sm |
Sn |
So |
Sp |
Sq |
Sr |
Ss |
St |
Su |
Sv |
Sw |
Sy |
Sz
 
Sca–Sce |
Sch |
Sci–Scz
 
Scha |
Schc |
Schd |
Sche |
Schg |
Schi |
Schj |
Schk |
Schl |
Schm |
Schn |
Scho |
Schp |
Schr |
Schs |
Scht |
Schu |
Schv |
Schw |
Schy
 
Schma |
Schme |
Schmi |
Schmo |
Schmu |
Schmy
 
Schmic |
Schmid |
Schmie |
Schmig |
Schmik |
Schmil |
Schmin |
Schmir |
Schmis |
Schmit
 
Schmida |
Schmidb |
Schmide |
Schmidf |
Schmidg |
Schmidh |
Schmidi |
Schmidj |
Schmidk |
Schmidl |
Schmidm |
Schmidp |
Schmidr |
Schmids |
Schmidt |
Schmid, A |
Schmid, B |
Schmid, C |
Schmid, D |
Schmid, E |
Schmid, F |
Schmid, G |
Schmid, H |
Schmid, I |
Schmid, J |
Schmid, K |
Schmid, L |
Schmid, M |
Schmid, N |
Schmid, O |
Schmid, P |
Schmid, R |
Schmid, S |
Schmid, T |
Schmid, U |
Schmid, V |
Schmid, W |
Schmid, Y
Die Liste der Biografien führt alle Personen auf, die in der deutschsprachigen Wikipedia einen Artikel haben. Dieses ist eine Teilliste mit 20 Einträgen von Personen, deren Namen mit den Buchstaben „Schmid, B“ beginnt.

## Schmid, B

### Schmid, Ba
- Schmid, Bastian (1870–1944), deutscher Verhaltensforscher und Autor

### Schmid, Be
- Schmid, Beat (* 1940), Schweizer Romanist und Aphoristiker
- Schmid, Benedikt (* 1990), deutscher Fußballspieler
- Schmid, Benjamin (* 1968), österreichischer Violinist
- Schmid, Benjamin (* 1986), deutscher Bobfahrer
- Schmid, Benjamin (* 1994), Schweizer Bobfahrer
- Schmid, Bernd (* 1946), deutscher Wirtschaftswissenschaftler, Begründer der systemischen TransaktionsanalyseBernd Schmid (* 1946)

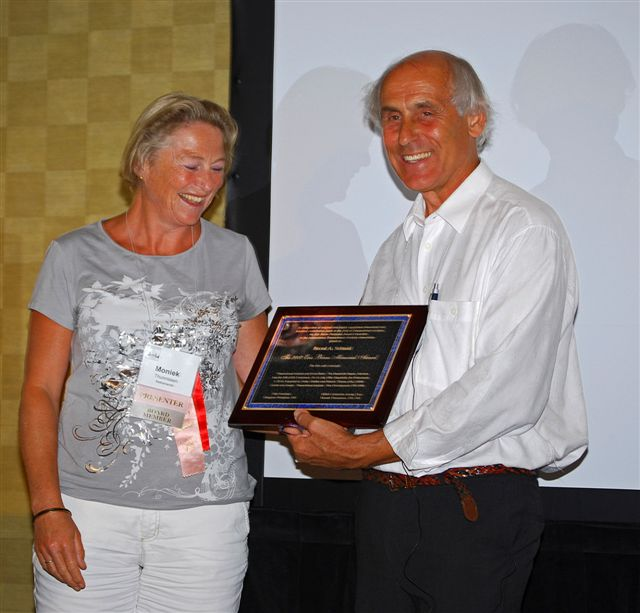
Bernd Schmid (* 1946)

- Schmid, Bernd (* 1955), deutscher Fußballspieler
- Schmid, Bernhard (1535–1592), elsässischer Komponist und Organist
- Schmid, Bernhard, deutscher Organist und Komponist
- Schmid, Bernhard (1872–1947), deutscher Architekt und Denkmalpfleger; Landeskonservator in Ost- und Westpreußen; Restaurator der Marienburg
- Schmid, Bernhard (* 1940), Schweizer Trompeter
- Schmid, Bernhard (* 1966), deutscher Künstler und Holzbildhauer
- Schmid, Bernhard (* 1971), deutscher Autor, Journalist und Jurist
- Schmid, Bernhard (* 1972), österreichischer Filmeditor und Tongestalter
- Schmid, Bernward (1920–2010), österreichischer Kunstschmied und Laienbruder
- Schmid, Berta (* 1951), deutsche Politikerin (CSU) und ehemalige Abgeordnete des Bayerischen Landtags

### Schmid, Bi
- Schmid, Birgit (* 1972), Schweizer Journalistin und Autorin

### Schmid, Br
- Schmid, Bruno (1944–2024), deutscher römisch-katholischer Theologe

### Schmid, Bu
- Schmid, Burkhard (* 1955), deutscher Hörspielredakteur